# Estnische Universität der Umweltwissenschaften
Die Estnische Universität der Umweltwissenschaften (estnisch: Eesti Maaülikool) ist eine staatliche Universität mit Sitz in der estnischen Stadt Tartu. 2005 hatte die Universität etwa 4600 Studierende.
Ihre Wurzeln hat die Universität in der Universität Tartu, die 1632 gegründet wurde. Eine unabhängige Hochschule wurde sie 1951 und nannte sich damals Estnische Agrarakademie. 1991 wurde sie in Estnische Agraruniversität umbenannt und erhielt schließlich 2004 ihre heutige Bezeichnung.

## Institute
Es gibt 5 Institute:
- Institut der Agrar- und Umweltwissenschaften
- Institut der Veterinärmedizin und Tierwissenschaften
- Institut der Forstwirtschaft und der landwirtschaftlichen Technik
- Technisches Institut
- Institut der Wirtschafts- und Sozialwissenschaften.

## Rektoren
- Richard Antons (1951–1954)
- Minna Klement (1954–1969)
- Arnold Rüütel (1969–1977)
- Nikolai Koslov (1977–1988)
- Olev Saveli (1988–1993)
- Mait Klaassen (1993–1998)
- Henn Elmet (1998–2002)
- Alar Karis (2003–2007)
- Mait Klaassen (seit 2008)